# Orophotus fulvidus
Orophotus fulvidus là một loài ruồi trong họ Asilidae. Orophotus fulvidus được Becker miêu tả năm 1925. Loài này phân bố ở miền Ấn Độ - Mã Lai.